# Hill o' Many Stanes

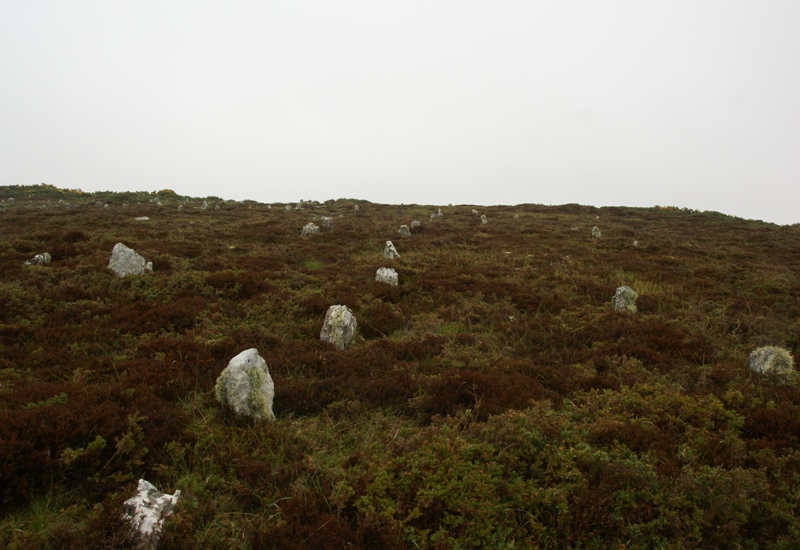
Hill o' Many Stanes: rijen van stenen.

De Hill o' Many Stanes (Schots voor Heuvel met Veel Stenen), ook wel de Mid-Clyth Stone Rows genoemd, is een verzameling van stenen, die in rijen op een veld opgesteld staan, 2,1 kilometer ten zuidwesten van Mid Clyth, Caithness, in de Schotse regio Highland. De stenen werden vermoedelijk opgericht in de bronstijd.

## Geschiedenis
De steenrijen op de Hill o' Many Stanes werden vermoedelijk rond 2000 v.Chr. opgericht. In 2003 vond er een archeologisch onderzoek plaats, waarbij werd geconcludeerd dat er veel stenen zijn verdwenen; de steenrijen zullen meer uitgebreid zijn geweest.

## Beschrijving
Circa 200 kleine, rechtopstaande stenen bevinden zich op de zuidelijke helling van een lage heuvel. De stenen zijn maximaal een meter hoog. De stenen staan opgesteld in minimaal 22 rijen en vormen een patroon van een brede waaier, waardoor het lastig is te beoordelen tot welke rij een steen behoort. De rijen lopen min of meer noord-zuid. Een tekening van Sir Henry Dryden in 1871 toonde nog 250 stenen. Waarschijnlijk waren er oorspronkelijk circa 600 stenen.
In Schotland wordt dit soort rijen van stenen enkel aangetroffen in Caithness en Sutherland. Voorbeelden zijn te vinden bij Loch Watenan, Garrywhin en Loch of Yarrows.

## Functie
De functie van de stenenrijen staat niet onomstotelijk vast. Professor Alexander Thom zag in de opstelling van de stenen een maanobservatorium. Het raster van stenen zou bedoeld zijn geweest om de cyclus van de maan van 18,6 jaar te volgen.
Rijen stenen op andere locaties zijn niet altijd zo duidelijk waaiervormig en werden geassocieerd met graven die er in de nabijheid werden gevonden.

## Folklore
In de plaatselijke traditie markeert de Hill o' Many Stanes de plaats van een strijd tussen twee rivaliserende clans, de Keiths en de Gunns. De Gunns wonnen de strijd en richtten een gedenkteken op. Ze begroeven namelijk de doden van beide clans in rijen en markeerden elk graf met een steen.

## Beheer
De Hill o' Many Stanes wordt beheerd door Historic Environment Scotland.